# Othon (navire)
Pour les articles homonymes, voir Othon.

L’Othon (en grec moderne : Όθων) est un ancien navire de guerre de la Marine hellénique conçu par l'architecte Geórgios Tombázis à Poros, en 1838. Renommé Athènes (en grec : Αθήνα) après la déposition du roi Othon Ier en 1862, il est finalement démantelé en 1864.